# Partido judicial de Torrelaguna
El partido judicial de Torrelaguna es uno de los 21 partidos en los que se divide la Comunidad de Madrid, recibiendo el número 1. Su capital es la localidad de Torrelaguna, y se extiende por todo el norte de la Comunidad.
Este partido da servicio a los 42 municipios siguientes:
La Acebeda, Alameda del Valle, El Atazar, El Berrueco, Berzosa del Lozoya, Braojos, Buitrago del Lozoya, Bustarviejo, Cabanillas de la Sierra, La Cabrera, Canencia, Cervera de Buitrago, Garganta de los Montes, Gargantilla del Lozoya y Pinilla de Buitrago, Gascones, La Hiruela, Horcajo de la Sierra-Aoslos, Horcajuelo de la Sierra, Lozoya, Lozoyuela-Navas-Sieteiglesias, Madarcos, Montejo de la Sierra, Navalafuente, Navarredonda y San Mamés, Patones, Pinilla del Valle, Piñuécar-Gandullas, Prádena del Rincón, Puebla de la Sierra, Puentes Viejas, Rascafría, Redueña, Robledillo de la Jara, Robregordo, La Serna del Monte, Somosierra, Torrelaguna, Torremocha de Jarama, Valdemanco, El Vellón, Venturada, Villavieja del Lozoya). Cuenta con un juzgado de primera instancia.